# King of Bongo
King of Bongo è un album dei Mano Negra pubblicato nel 1991.

## Tracce
1. Bring the Fire – 3:28
2. King of Bongo – 2:04
3. Don't Want You No More – 1:38
4. Le Bruit du frigo – 1:33
5. Letter to the Censors – 2:31
6. El Jako – 2:48
7. It's My Heart – 1:43
8. Mad Man's Dead – 2:44
9. Out of Time Man – 3:25
10. Mme Oscar – 2:38
11. Welcome in Occident – 4:20
12. Furious fiesta – 1:27
13. The Fool – 2:50
14. Paris la nuit – 1:22

## Formazione
- Manu Chao - voce, chitarra ritmica
- Daniel Jamet - chitarra solista, cori
- Antoine Chao - tromba, cori
- Pierre Gauthé - trombone, cori
- Thomas Darnal - tastiere, cori
- Joseph Dahan - basso, cori
- Santiago Casariego - batteria, cori
- Philippe Teboul - percussioni, cori

## Classifiche
| Classifica (1991) | Posizione più alta |
| ----------------- | ------------------ |
| Paesi Bassi       | 72                 |
| Svezia            | 40                 |
| Svizzera          | 32                 |